# Тамаї Рікуто
Тамаї Рікуто (11 вересня 2006) — японський стрибун у воду.
Учасник Олімпійських Ігор 2020 року.
Призер Чемпіонату світу з водних видів спорту 2022 року.